# Vengeance aveugle (téléfilm)
Pour les articles homonymes, voir Vengeance aveugle.
Vengeance aveugle (Home Invasion) est un téléfilm américain réalisé par Doug Campbell et diffusé le 17 mars 2012 sur Lifetime.

## Synopsis
Un jour, en rentrant chez elles, Nicole et sa fille sont agressées par deux cambrioleurs. Nicole parvient à abattre un des malfrats. Elle a agi en état de légitime défense, mais la petite amie de l'homme qu'elle a tué ne l'entend pas de cette oreille : décidée à se venger de Nicole, elle commence à la harceler jusqu'à tenter de la tuer...

## Fiche technique
- Réalisation : Doug Campbell
- Scénario : Doug Campbell et Christine Conradt, d'après une histoire de Ken Sanders et Michael Shipman
- Durée : 90 minutes
- Pays :  États-Unis

## Distribution
- Haylie Duff (VF : Nathalie Bienaimé) : Jade / Megan
- Lisa Sheridan (VF : Marie Zidi) : Nicole
- Jason Brooks : Eric
- Barbara Niven (VF : Élisabeth Fargeot) : Tricia
- C. Thomas Howell (VF : Boris Rehlinger) : Ray
- Al Sapienza (VF : Loic Houdré) : Inspecteur Klein
- Kyla Dang : Abigail
- Taymour Ghazi : Will
- Jason Stuart (en) : Maurice Lapeer
- Veralyn Jones : Docteur Frazer
- Rosalee Mayeux : Mattie
- Joe Hackett : Scott
- Bill Lee Brown : Ronald
- Geo Santini : Geo le cuisinier
- Facé : Inspecteur
- Kelsey Hammond : Fille à la plage
- Rosy Hernandez : Technicienne de scène de crime